# Humberto Tozzi
Humberto Barbosa Tozzi (São João de Meriti, 4 de fevereiro de 1934 — Rio de Janeiro, 17 de abril de 1980), foi um futebolista brasileiro que atuou como atacante.

## Biografia
Humberto Barbosa Tozzi, que fez muito sucesso no cenário carioca, paulista e italiano, nasceu no município de São João de Meriti (RJ), em 4 de fevereiro de 1934.
Sua trajetória foi iniciada no futebol varzeano de de São João de Meriti e região, no Coqueiros Futebol Clube, até ser encaminhado aos quadros amadores do São Cristóvão de Futebol e Regatas.
Jogando sempre na composição ofensiva, Humberto Tozzi foi aproveitado no time principal do São Cristóvão em 1952. Abaixo, a participação de Humberto no Torneio Início do campeonato carioca de 1953, competição vencida pelo Canto do Rio:
5 de julho de 1953 – Torneio Início do campeonato carioca – Canto do Rio 0x0 São Cristóvão – Estádio do Maracanã – Árbitro: José Gomes Sobrinho – O Canto do Rio foi classificado na cobrança de penalidades.
Canto do Rio: Celso; Nanati e Carlos; Cleuzo, Valter e Zé de Souza; Miltinho, Binha, Roberto, Dodoca e Emanuel. São Cristóvão: Hélio; Manfredo e Ratão; J. Alves, Severino e Mauro; Paulo César, Humberto, Cabo Frio, Ivan e Motorzinho.
Convocado pelo técnico Newton Cardoso para disputar os jogos Olímpicos de Helsinque em 1952, Humberto Tozzi ganhou experiência e reconhecimento com boas atuações.
Em julho de 1953, a Sociedade Esportiva Palmeiras confirmou o interesse pelos direitos federativos do promissor atacante de São João de Meriti.
Apesar de preferir jogar no meio-campo, Humberto também possuía qualidade para jogar no ataque. Segundo analistas da época em que atuava, era rápido e habilidoso, Humberto acabou se sagrando artilheiro do Campeonato Paulista de 1953 com 22 gols, e de 1954 com 36 gols. Essas marcas valeram para Humberto a convocação para a Copa do Mundo de 1954.
Na Copa do Mundo, Humberto Tozzi participou da derrota para os húngaros por 4×2, quando foi expulso de campo aos 34 minutos da segunda etapa após desferir um chute no zagueiro húngaro Gyula Lorant. A partida ficou conhecida “A Batalha de Berna”.
Humberto deixou o Palmeiras em 1956 para jogar na Lazio da Itália.
Tozzi, logo conquistou a titularidade na Itália, mas os gols demoraram a sair. Só em sua segunda temporada veio a consagração. A marca de sete gols em 25 partidas na Serie A era mais baixa que a sua marca no ano anterior, mas a Coppa Italia compensou. Em nove jogos, Humberto marcou dez gols, dois deles em uma ocasião especial: Humberto Tozzi enfrentou Dino da Costa sete vezes, mas só saiu vitorioso na partida do dia 21 de junho de 1958, derrubando a então favorita Roma – os 3×2 sobre a maior rival praticamente garantiram o ingresso laziale às quartas-de-final.
A escalação da Lazio no duelo de 21 de junho foi: Lovati, Colombo, Lo Buono, Carradori, Pinardi, Pozzan, Bizzarri, Burini (46' Fumagalli), Humberto Tozzi, Tagnin, Prini - All. Bernardini. Humberto Tozzi marcou aos 10 minutos e aos 48. Bizzarri marcou aos 69, fechando o jogo. Para a equipe da Roma, marcaram Da Costa e Lojodice.
Nas quartas a Lazio venceu a equipe do Marzotto; na semi venceu a Juventus; e na final bateu a Fiorentina.
Os gols do artilheiro converteram-se no primeiro título da história do clube: a Copa da Itália de 1958.
Em 1959 marcou 14 gols na série A do Campeonato Italiano.
Retornou ao Palmeiras em 1960, onde foi campeão do Campeonato Brasileiro daquele ano.
Em suas duas passagens pelo Palmeiras, Humberto marcou um total de 127 gols em 138 jogos (uma média incrível de 0,92 gol por jogo, recorde do clube), com 88 vitórias, 21 empates e 29 derrotas.
No ano seguinte defendeu o Fluminense no segundo semestre, tendo disputado 21 jogos, com 8 vitórias, 8 empates e 5 derrotas, marcando 7 gols pelo clube carioca.
Humberto Tozzi ainda voltou ao cenário paulista ao firmar compromisso com a Associação Portuguesa de Desportos, seu último clube.

## Títulos
Lazio
- Coppa Italia: 1958

Palmeiras
- Campeonato Brasileiro: 1960

## Artilharias
- Campeonato Paulista de 1953 (22 gols)
- Campeonato Paulista de 1954 (36 gols)
- Copa da Itália de 1958 (10 gols)